# Лазаревич, Бранко
Бра́нко Лаза́ревич (серб. Branko Lazarević / Бранко Лазаревић; 14 мая 1984, Грачаница, СР Босния и Герцеговина, СФРЮ) — сербский футболист, защитник.

## Карьера

### Клубная
Ранее выступал за команды «Войводина» из одноимённого города, ЧСК из Пивары и ОФК из Белграда. 9 июня 2010 подписал контракт с «Каном» из Франции, за который выступает и сейчас.

### В сборной
В составе олимпийской сборной провёл 9 игр. Выступал на Олимпиаде 2004 в Афинах.